# Instinct

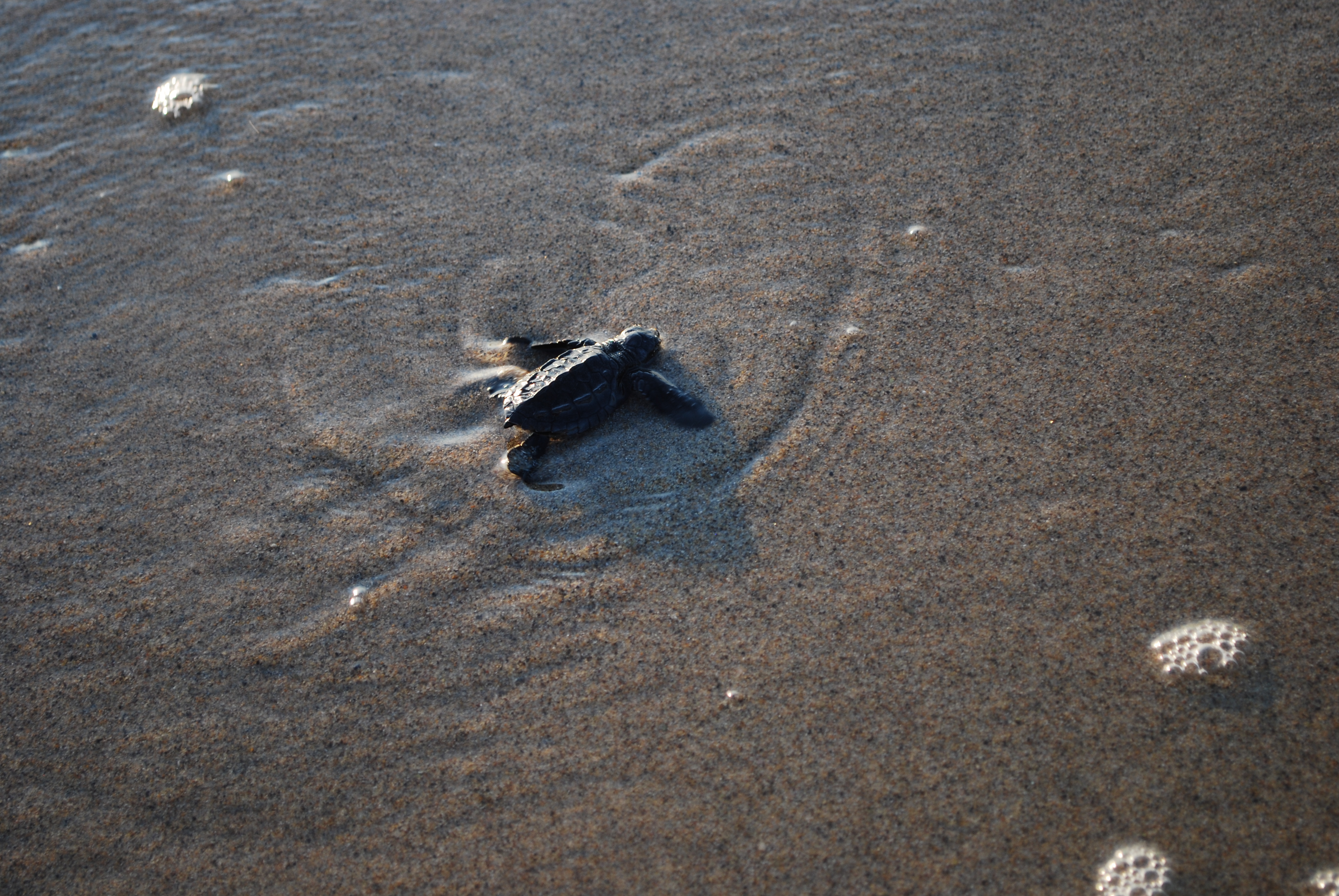
Deplasarea țestoaselor în apă imediat după eclozare este o acțiune instinctuală.

Instinctul sau simțul de conservare, este dispoziția inerentă a unui organism viu spre un anume comportament. Este un complex de reflexe înnăscute, necondiționate, proprii indivizilor dintr-o anumită specie și care le asigură dezvoltarea organismului, alimentarea, reproducerea, apărarea.